# Siergiej Trieszczow
Siergiej Jewgienjewicz Trieszczow (ros. Сергей Евгеньевич Трещёв, ur. 18 sierpnia 1958 w miejscowości Krasnyj Kustar w obwodzie lipieckim) – rosyjski kosmonauta, Bohater Federacji Rosyjskiej (2004).

## Życiorys
W 1975 skończył szkołę średnią w miejscowości Chołmskij w Kraju Krasnodarskim, w 1976 z wyróżnieniem ukończył szkołę techniczną w Moskwie, a w 1982 studia w Moskiewskim Instytucie Energetycznym. Od marca 1982 do maja 1984 odbywał służbę w Armii Radzieckiej, od sierpnia 1984 do września 1986 jako majster w zakładzie budowy eksperymentalnych maszyn w Zjednoczeniu Energija, następnie został w nim inżynierem, brał udział w przygotowywaniu kosmonautów i prowadzeniu eksperymentu „Pilot”. W marcu 1992 został rekomendowany do włączenia w oddział kosmonautów Zjednoczenia RKK Energia. W maju 1992 został kandydatem na kosmonautę-badacza, a od października 1992 do lutego 1994 przechodził ogólne przygotowanie w Centrum Przygotowania Kosmonautów im. Gagarina, po czym zakwalifikowano go jako kosmonautę-badacza. Od marca 1997 do stycznia 1998 przechodził przygotowanie w grupie kosmonautów jako inżynier pokładowy załogi rezerwowej (dublującej) statku Sojuz TM-27 na stację kosmiczną Mir, jednak nie wziął udziału w zaplanowanym na 1998 locie z powodu zmiany programu lotów. Od października 1998 do stycznia 1999 był przygotowywany do lotu na Międzynarodową Stację Kosmiczną. Jednak do lotu nie doszło, a załoga została rozwiązana. Od 5 czerwca do 7 grudnia 2002 brał udział w locie kosmicznym jako inżynier statku Sojuz-TM i 5 ekspedycji na Międzynarodową Stację Kosmiczną wraz z Walerijem Korzunem i Amerykanką Peggy Whitson; startował na Endeavour STS-111 jako specjalista lotu. Przebywał na stacji od 7 czerwca do 2 grudnia 2002; odbył jeden kosmiczny spacer.
Spędził w kosmosie 184 dni, 22 godziny, 15 minut i 36 sekund. Postanowieniem Prezydenta Rosji Władimira Putina z 4 lutego 2004 otrzymał tytuł Bohatera Federacji Rosyjskiej.
Stowarzyszenie Uczestników Lotów Kosmicznych (Association of Space Explorers) przyznało mu Universal Astronaut Insignia za lot orbitalny (nr 420).